# 魔術士オーフェン (アニメ)
『魔術士オーフェン』（まじゅつしオーフェン、英題：Soucerous Stabber Orphen）は、秋田禎信によるライトノベル『魔術士オーフェンはぐれ旅』を原作とする日本のテレビアニメ作品。第1期『魔術士オーフェン』が1998年10月から1999年3月まで、第2期『魔術士オーフェンRevenge』（まじゅつしオーフェンリベンジ）が1999年10月から2000年3月まで、TBSほかにて放送された。
2020年からは完全新作版がAT-Xほかにて随時放送され、第1期『魔術士オーフェンはぐれ旅』が2020年1月から3月まで、第2期『魔術士オーフェンはぐれ旅 キムラック編』が2021年1月から3月まで、第3期『魔術士オーフェンはぐれ旅 アーバンラマ編』が2023年1月から4月まで、第4期『魔術士オーフェンはぐれ旅 聖域編』が2023年4月から6月まで放送された。

## 概要
魔術士オーフェン
1998年10月から1999年3月までTBSほかにて放送された。ギャグを抑えたシリアスな作品を目指し、作画は書き込みの多いものとなった。また、音楽はシャ乱Qのはたけが担当した。
試写会後のトークコーナーで原作者の秋田禎信は「原作と同じにやってはアニメにならない」とコメントしたが、放送後に原作ファンを中心に「原作に沿って作って欲しい」等の批判意見が数多く寄せられたことが明かされている。なお、1999年2月13日に毎日放送で第16話が放送された際、放送時間変更の影響で字幕放送の内容が放送内容と一致しないという放送事故が発生した（アニメシャワー放送事故）。
第2期『魔術士オーフェンRevenge』は1999年10月から2000年3月まで放送された。第1期からの時間経過は数ヶ月程度で、作画は物語の雰囲気に合わせて動きを優先させたため、前作より簡素化されている。
魔術士オーフェンはぐれ旅
『魔術士オーフェン』シリーズの生誕25周年プロジェクトとして製作される。
第1期は2020年1月から3月までAT-Xほかにて放送された。第2期『魔術士オーフェンはぐれ旅 キムラック編』は2021年1月から3月まで放送された。第3期『魔術士オーフェンはぐれ旅 アーバンラマ編』は2023年1月から4月まで放送された。第4期『魔術士オーフェンはぐれ旅 聖域編』は2023年4月から6月まで放送された。

## ストーリー
魔術士オーフェン
もぐりの金貸しオーフェンは、キエサルヒマ大陸でも有名な牙の塔出身の黒魔術士。彼には、天才魔術士と謳われ姉と慕っていたアザリー・ケットシーという女性がいたが、5年前に魔法の実験に失敗し化け物に変わり果て姿を消してしまった。彼女をつかまえて元に戻すため、オーフェンはトトカンタで知り合ったクリーオウ・エバーラスティンやマジク・リン達と旅を続ける。
魔術士オーフェンRevenge
アザリーの一件をひとまず解決し、オーフェンはクリーオウ、マジクと再び旅を続けていた。大陸随一の温泉街セーオンで身体を休めようとした一行だが、なぜか魔術士を非常に恐れるボナパルトファミリーに宿泊を妨害される。その後、ボナパルトファミリーのインチキ温泉による商売を暴いたオーフェン達の前に王立治安騎士団から派遣されたと言うリコリス・ニールセンが現れる。

## 登場人物
魔術士オーフェン
オーフェン / キリランシェロ・フィンランディ
声 - 森久保祥太郎、中西裕美子（キリランシェロ〈少年期〉）
クリーオウ・エバーラスティン
声 - 飯塚雅弓
本作では最初はオーフェンのことを「覗き魔」や「変態」と呼んで敵対心を抱いていたが次第に彼に対して恋心を抱く。原作では、オーフェンに恋心を抱くのは、第二部からである。
マジク・リン
声 - 南央美
レキ
声 - 吉田古奈美
ボルカン
声 - 伊倉一恵
ドーチン
声 - 椎名へきる
アザリー・ケットシー
声 - 篠原恵美
本作は、怪物になった姿をブラッディーオーガスト（意味は「血の8月」）と呼ばれ、5年間牙の塔から逃亡していたが、バルトアンデルスの剣の行方を求めてトトカンタへ向かう。バルトアンデルスの剣を見つけるも、剣の魔力によりさらに醜い姿に変貌してしまう。14話で彼女は、白魔術を使いチャイルドマンの体と入れ代わり自らが牙の塔の長老（最高執行部）の仲間入りを果たそうとするも、オーフェン達チャイルドマン教室の皆の説得により、改心して白魔術で体を元に戻そうとするも、チャイルドマンは自らの贖罪の為に死を選ぶも、オーフェンはバルトアンデルスの剣を使って二人を救うことに成功する。その後は、自らの贖罪の為どこかへと旅立つ。第2期では登場しないが、彼女の従姉妹のレティシャが登場する。
チャイルドマン・パウダーフィールド
声 - 中田譲治
原作同様、オーフェンの魔術の師匠。本作では、アザリーを救う為なら自分の命を厭わない面を見せる。ちなみに「チャイルドマン・パウダーフィールド」は、偽名で本名は原作同様アルフレド・マインスである。
ハーティア
声 - 置鮎龍太郎、野田順子（少年期）
マリアベル・エバーラスティン
声 - 雪乃五月
クリーオウの姉。クリーオウとは対照的にお淑やかな女性。
ティシティニー・エバーラスティン
声 - 小宮和枝
マリアベルとクリーオウの母。
バグアップ・リン
声 - 沢木郁也
オーフェンが間借りしている宿屋の経営者で、マジクの父。
ライ
声 - 鳥海勝美
チャイルドマン教室出身の魔術士。探知の魔術を使う。フードを目深にかぶり目立たないが実は美形。アニメオリジナルキャラ。
フィエナ
声 - 堀江由衣
ドラゴン信仰の里に住む巫女。バトラフに撃たれたマジクを介抱した。
バトラフ
声 - 佐藤正治
密猟者。ディープドラゴンの子供を狙いドラゴン信仰の里に潜入する。原作に置けるマクドガルのポジション。
ステファニー
声 - 玉川紗己子
大陸魔術士同盟アレンハタム支部所属の元魔術士。オーフェンの昔のパートナー。魔術に失敗して女性の体になった。古代魔術の研究をしている。ティム（声 - 家中宏）という恋人がいる。本名はステファン。(原作ではステフォン)
キリングドール
声 - 阪口大助
天人が魔術士を根絶やしにするために作った殺人人形。ステファニーによって目覚める。神殿でオーフェンとの最後の決着をつけ敗北し、機能停止した。
フレイムハート
声 - 子安武人
アザリー討伐の命令を果たさないチャイルドマンに業を煮やした牙の塔が、新たに討伐を命じた魔術士。23話で廃人にされたシャスタデイジーの無念を晴らす為にブラッディーオーガストを討とうとするが相討ちとなり戦死した。アニメオリジナルキャラ。
シャスタデイジー
声 - 岡本嘉子
牙の塔の長老の一人。フレイムハートの母。チャイルドマン（アザリー）と戦い敗れ廃人となった。第2期でも廃人の姿で登場した。アニメオリジナルキャラ。
ロックス・ロウ
声 - 西川幾雄
チャイルドマンの師。病魔とアザリーとの戦いのために他界する。原作に置けるイスターシバのポジション。
マリス
声 - 矢島晶子
アレンハタム郊外の田舎町に住む少年。妹のルルの誕生日プレゼントを買いに出かけていたところ、川に落ちてしまったレキを見つけ、助ける。
ルル
声 - 鈴木砂織
マリスの妹。野犬の群れに襲われたところをレキに救われる。
コークス
声 - 野島健児
石炭を鉱産物とするキエサルヒマ大陸の鉱山「サンレイク鉱山」の居住区に住む少年。かつて坑道事故による山火事が発生した際、チャイルドマンが街を救ったことがあり、現在はそれが伝説として語り継がれている。そのため、現在も魔術士に対する好感が高い。
ジョージィ
声 - 藤城裕士
火山の麓の村に住む老年尾男性。火山の噴火によって流れ出した溶岩に飲み込まれつつある村に、妻のグレイシーと取り残されていた。通りがかったオーフェンたちと共に村を脱する。
グレイシー
声 - 浅井淑子
ジョージィの妻。火山の麓の村に取り残されていた老婆。
魔術士オーフェンRevenge
オーフェン
声 - 森久保祥太郎
クリーオウ・エバーラスティン
声 - 飯塚雅弓
マジク・リン
声 - 南央美
レキ
声 - 吉田古奈美
ボルカン
声 - 伊倉一恵
ドーチン
声 - 椎名へきる
リコリス・ニールセン
声 - 川上とも子
オーフェン達と旅する王立治安騎士団から来たと言う謎の少女。天然ボケのドジっ娘・メガネっ娘。魔術は使えない。パムというペットを連れている。実は、王立治安騎士団の人間ではなく、エルカレナにより記憶を操作されていたことが終盤で判明する。記憶を取り戻した当初は、自分は既に死んでいて化け物ではないかと誤解していたが、姉のエスペランサが既に死んでいたことを知り、今まで姉と思っていた人がクリーチャーだったことを知る。それでも、本物だろうと偽物だろうと姉のエスペランサのことを好きだったことは本物である。最終回はオーフェン達と別れ、生きる目的を探しにキエサルヒマ大陸を離れ一人で世界を周る旅を始める。因みにリコリスに植え付けた記憶の持ち主は「王立治安騎士団統合管理本部第3作戦司令室預り機密情報4課総務係人事及び福利厚生班渉外部門担当B級特務官」であり、エルカレナ曰く遺跡辺りで死んでいたとのこと。
ハーティア
声 - 置鮎龍太郎
エリス
声 - 白倉麻子
ハーティアの生徒。マジクに想いを寄せている少女で劇中では、「ホワイトクラブ」に変装したりする。
エスペランサ・ニールセン
声 - 林原めぐみ
オーフェンたちの前にたびたび現れる謎の女性。正体はリコリスの姉。実は本物のエスペランサは、物語以前に病により亡くなっており、現在の彼女は、エルカレナのコアを移植して、クリーチャーとして生き返った存在である。また、エルカレナによって無意識下によりリコリスに関心を持つように付け加えられ、オーフェンたち魔術士を遺跡におびき出す道具として利用された。終盤で自身の正体を知るも、エルカレナにより処刑される。彼女は、リコリスを傷つけたことを謝罪し、最後にリコリスのカチューシャ（生前のエスペランサの形見）を返すも、コアに戻りエルカレナに取り込まれてしまう。しかし最後に、エルカレナの体から彼女の姿をした黄色い花が咲いて、エルカレナの動きを封じた、このわずかな時間がオーフェンに、エルカレナに止めを刺す時間を与える結果となり、最後はエルカレナと共に倒された。
レティシャ・マクレディ
声 - 三石琴乃
ライ
声 - 鳥海勝美
フレイムソウル
声 - 子安武人
フレイムハートの弟。兄の戦死をオーフェンのせいだと思い逆恨みしている。リコリスを人質に取りオーフェンを苦しめたが、ハーティアの助太刀で逆転されオーフェンに敗れた。後にエスペランサに粛清されたが20話でフレイムデイジーと名乗り、母の体に乗り移りオーフェン達とまた戦うが敗北し、エルカレナに取り込まれ兄と母に助けを求めながら死亡した。
マクレガー・ニールセン
声 - 佐藤正治
エスペランサとリコリスの父。かつて牙の塔に所属していた。在籍時はシャスタデイジーの部下として、不老不死の魔術の研究をしていたが、事故の責任を負わされ、牙の塔を放逐された。魔術士になったきっかけは、妻（エスペランサとリコリスの母）を病により亡くし、魔術なら人を死の苦しみから救えると信じたからである。また、エスペランサ（クリーチャー）に「リコリスは死んだと」嘘を付いたのは、彼女を傷つけない為のものである。（結果としてリコリスを傷つけ誤解させてしまう）最終的にエルカレナに利用されたと知り、最愛の娘のエスペランサ（クリーチャー）をまた失ってしまい絶望するも、クリーオウの言葉により奮い起つ、リコリスを守る為にオーフェンと一緒にエルカレナと戦い足止めをする。最後は、リコリスをエルカレナの攻撃から庇い、胸を貫かれ息を引き取る。
エルカレナ
声 - 吉田古奈美
娘のエスペランサを失ったマクレガーにエスペランサを生き返らせる死者蘇生の魔術を使えることを伝えた天人の少女。そのために遺跡の封印を解くため5人の魔術士を集めるようマクレガーに指示する。しかしその正体は、天人を含めたドラゴン種族を滅ぼす為に運命の三女神（ウィールド・シスターズ）の一柱ヴェルダンディに遣わされた魔獣の一体である。緑色の髪と瞳は偽装であり、本当の姿は薔薇と巻貝を組み合わせたような植物型の怪物である。人間に擬態した姿では、見かけ相応の無邪気なしゃべり方だが、感性は野蛮な魔獣そのもので、ドラゴン種族と人間種族たちを虫けら同然にしか思っていない。
レミ
声 - 斎藤千和
オーフェン一行が泊まった宿の娘。マジクにたらしこまれる。
ドン・ボナパルト
声 - 梁田清之
温泉街セーオンを牛耳っているボナパルトファミリーのボス。温泉の源泉を独占していたと思われていたが、実際は湯が無限に沸き続ける天人種族の遺産と、温泉の素という名のただの入浴剤を使っていただけのインチキ温泉で儲かっていたが、オーフェン達に遺跡をめちゃくちゃにされ最後は、派遣警察に逮捕された。
ウィルダー
声 - 鈴木琢磨
ドン・ボナパルトの部下
シャール
声 - 嶋村薫
ドン・ボナパルトの部下
モンゴメリー
声 - 難波圭一
「ホテル・キングパレス」の支配人。ボナパルトファミリーに温泉を買う料金を払えなくなり、インチキ温泉の供給を止められ、オーフェン達を泊めた後は、ホテルは閉店した。
ミリアム・バーグマン
声 - (ボルカンに憑依時)伊倉一恵
この世に未練を残し、自縛霊となった少女。彼女の魂が残っていた指輪をはめたせいでボルカンに憑依してしまった。幼馴染のアスランに好意を寄せ、彼に振り向いてもらうため、ラクール湖の言い伝えを信じ、7つの波紋を作るため、湖に石を投げ続ける。しかし、告白する前に二人とも命を落としてしまい、未練を残していた。
ギルディ
声 - 大友龍三郎
不老不死の魔術の開発に没頭する狂魔術士。独学で魔術を修得した天才だが、自らの研究欲が暴走し、娘のエレナを魔術の実験体にしようとする。しかし、寸前で助手のリードが連れて来たオーフェンたちに実験を阻止される。しかし実際は、不老不死の魔術を研究していたのは、もう命が長くないエレナを救うためだった。また、自分自身も研究の被研体となっており、魔術の効果が消えた後、跡形も無く崩れ去った。
リード
声 - 花輪英司
ギルディの助手で彼の娘エレナの婚約者。ギルディの研究の実験体となって捕らわれていた（とリードは思い込んでいた）エレナを救うため、オーフェンたちに助力を求める。彼女を救いたい一心が暴走して半狂乱となり、ギルディに短剣を突き立てる。
エレナ
ギルディの娘でリードの婚約者。不治の病によって命を蝕まれている。ギルディは彼女を救うために不老不死の魔術を完成させようとしていた。
Dr.ケリー
声 - 津田英三
歯医者。フレイムソウルが放った巨大芋虫型のクリーチャーに丸飲みされたが、オーフェンに助け出される。その後、オーフェンの喉に刺さった魚の骨を抜き、魔術を使えるようにした。
シャーロット
声 - 鶴ひろみ
動物園の従業員。アルバイトを探しているリコリスに動物園の仕事を紹介した。常に首に大蛇を巻きつけている。
チーちゃん
声 - 長島雄一
シャーロットが働く動物園で飼育されている、巨大な怪鳥「大ヒナドリ」のヒナ。アルバイトとして雇われたリコリスが世話を任された。初めはリコリスに対して反抗的だったが、クリーチャーとの戦いに巻き込まれた後は仲良くなった。身体中が泥まみれだが、実際は鮮やかなピンク色をしている。
エアロカスタム・カスタム
声 - 白鳥由里
宿屋の女将。高速移動の魔術文字が刻まれた布（ゼッケン）を手にとってしまい、その効果によって猛スピードで走り出してしまう。若い頃は、痩せていた。
ロイヤル・スプリンター・カスタム
声 - 幸野善之
エアロカスタムの亡き夫。いくつもの大会で優勝した名選手。名誉市民にも選ばれた。
魔術士オーフェンはぐれ旅
オーフェン / キリランシェロ・フィンランディ
声 - 森久保祥太郎、田澤利依子（幼少期）
クリーオウ・エバーラスティン
声 - 大久保瑠美
マジク・リン
声 - 小林裕介
ボルカン
声 - 水野麻里絵
ドーチン
声 - 渕上舞
チャイルドマン・パウダーフィールド
声 - 浪川大輔
アザリー・ケットシー
声 - 日笠陽子
レティシャ・マクレディ
声 - 伊藤静
ハーティア・アーレンフォード
声 - 坂泰斗
本作では第四部よりも早く、アーレンフォード家の養子になっている。
コミクロン
声 - 安田陸矢
フォルテ・パッキンガム
声 - 前野智昭
ウオール・カーレン
声 - 津田健次郎
ハイドラント
声 - 吉野裕行
スエイン
声 - 岡本信彦
ラモニロック
声 - 宮内敦士
キムラック教会教主。姿を見せるのを嫌い世話役のアナスタシア（声 - 平山笑美）しか近づけない。その正体は、天人種族に人形に改造された人間種族の男「セグワ・オリンプス」である。

## スタッフ
|                               | 魔術士オーフェン             | 魔術士オーフェン             | 魔術士オーフェンはぐれ旅             | 魔術士オーフェンはぐれ旅             | 魔術士オーフェンはぐれ旅                           | 魔術士オーフェンはぐれ旅                           |
| 第1期                         | Revenge                      | 第1期                        | キムラック編                         | アーバンラマ編                       | 聖域編                                             |                                                    |
| ----------------------------- | ---------------------------- | ---------------------------- | ------------------------------------ | ------------------------------------ | -------------------------------------------------- | -------------------------------------------------- |
| 原作                          | 秋田禎信                     | 秋田禎信                     | 秋田禎信                             | 秋田禎信                             | 秋田禎信                                           | 秋田禎信                                           |
| 原作イラスト                  | N/A                          | N/A                          | 草河遊也                             | 草河遊也                             | 草河遊也                                           | 草河遊也                                           |
| 監督                          | わたなべひろし               | 高橋亨                       | 浜名孝行                             | 浜名孝行                             | 浜名孝行                                           | 浜名孝行                                           |
| シリーズ構成                  | 関島眞頼、久保田雅史         | 関島眞頼、久保田雅史         | 吉田玲子                             | 吉田玲子                             | 古怒田健志                                         | 古怒田健志                                         |
| キャラクターデザイン          | 相澤昌弘                     | 相澤昌弘                     | 吉田隆彦                             | 菊地洋子、りお                       | 菊地洋子、りお                                     | 菊地洋子、りお                                     |
| プロップデザイン              | N/A                          | N/A                          | いのうえりか                         | いのうえりか                         | いのうえりか                                       | いのうえりか                                       |
| モンスターデザイン            | N/A                          | N/A                          | 杉田柊                               | 杉田柊                               | 杉田柊                                             | 杉田柊                                             |
| 美術監督                      | 小林七郎                     | 小林七郎                     | 荒井和浩                             | 荒井和浩                             | 荒井和浩                                           | 荒井和浩                                           |
| 美術監督                      | 加藤賢司                     | N/A                          | 荒井和浩                             | 荒井和浩                             | 荒井和浩                                           | 荒井和浩                                           |
| 美術設定                      | N/A                          | N/A                          | 小山貴大                             | 小山貴大                             | 荒井和浩                                           | 荒井和浩                                           |
| 色彩設定 色彩設計（はぐれ旅） | 横尾涼子                     | 横尾涼子                     | 桂木今里                             | 桂木今里                             | 桂木今里                                           | 桂木今里                                           |
| CG監督                        | N/A                          | N/A                          | 川谷啓介                             | 花見美洋                             | 大嶋慎介                                           | 大嶋慎介                                           |
| 撮影監督                      | 中條豊光                     | 黒澤豊                       | 近藤慎与                             | 近藤慎与                             | 近藤慎与                                           | 近藤慎与                                           |
| 編集                          | N/A                          | N/A                          | 小野寺桂子                           | 小野寺桂子                           | 小野寺桂子                                         | 小野寺桂子                                         |
| 音楽                          | はたけ                       | 岩崎文紀                     | Shinnosuke                           | Shinnosuke                           | Shinnosuke                                         | Shinnosuke                                         |
| 音楽プロデューサー            | N/A                          | N/A                          | 吉江輝成                             | 吉江輝成                             | 重松暖                                             | 重松暖                                             |
| 音楽制作                      | N/A                          | N/A                          | ランティス                           | ランティス                           | ランティス                                         | ランティス                                         |
| 音楽制作協力                  | N/A                          | N/A                          | N/A                                  | N/A                                  | Precious One                                       | Precious One                                       |
| 音響監督                      | 鶴岡陽太                     | 鶴岡陽太                     | 平光琢也                             | 平光琢也                             | 平光琢也                                           | 平光琢也                                           |
| プロデューサー                | 源生哲雄、阿部倫久、松倉友二 | 源生哲雄、阿部倫久、松倉友二 | 大路菜央、吉江輝成、佐藤圭介、門貴治 | 大路菜央、吉江輝成、佐藤圭介、門貴治 | 大路菜央、吉江輝成、佐藤圭介、門貴治               | 大路菜央、吉江輝成、佐藤圭介、門貴治               |
| プロデューサー                | 源生哲雄、阿部倫久、松倉友二 | 源生哲雄、阿部倫久、松倉友二 | 梶原剛、松枝和哉、小山倫良、大森慎司 | 梶原剛、松枝和哉、小山倫良、大森慎司 | 吉田剛志、永野雅彦 曹聡、福田佳代 今井貴登、峰岸凱 | 吉田剛志、永野雅彦 曹聡、福田佳代 今井貴登、峰岸凱 |
| プロデューサー                | 源生哲雄、阿部倫久、松倉友二 | 源生哲雄、阿部倫久、松倉友二 | 米森裕人、角田博昭 大友一康          | 小林大介、藤井佑太 田中健吾          | 吉田剛志、永野雅彦 曹聡、福田佳代 今井貴登、峰岸凱 | 吉田剛志、永野雅彦 曹聡、福田佳代 今井貴登、峰岸凱 |
| 制作プロデューサー            | N/A                          | N/A                          | 鈴木誠二                             | 鈴木誠二                             | 鈴木誠二                                           | 鈴木誠二                                           |
| アニメーション プロデューサー | N/A                          | N/A                          | 中田善文                             | 中田善文                             | 中田善文                                           | 中田善文                                           |
| アニメーション プロデューサー | N/A                          | N/A                          | 浦崎宣光                             | 浦崎宣光                             | N/A                                                | N/A                                                |
| プロデュース                  | N/A                          | N/A                          | GENCO                                | GENCO                                | N/A                                                | N/A                                                |
| アニメーション制作            | J.C.STAFF                    | J.C.STAFF                    | スタジオディーン                     | スタジオディーン                     | スタジオディーン                                   | スタジオディーン                                   |
| 製作協力                      | 角川書店                     | 角川書店                     | N/A                                  | N/A                                  | N/A                                                | N/A                                                |
| 製作協力                      | N/A                          | バンダイビジュアル           | N/A                                  | N/A                                  | N/A                                                | N/A                                                |
| 製作                          | TBS                          | TBS                          | 魔術士オーフェンはぐれ旅 製作委員会  | 魔術士オーフェンはぐれ旅 製作委員会  | 魔術士オーフェンはぐれ旅 製作委員会2023            | 魔術士オーフェンはぐれ旅 製作委員会2023            |

## 主題歌
魔術士オーフェン
オープニングテーマ
「愛 Just on my Love」（第1話 - 第16話）
作詞・作曲 - つんく / 編曲 - 前嶋康明、シャ乱Q / 歌 - シャ乱Q
「君は魔術士?」（第17話 - 第24話）
作詞 - つんく / 作曲 - はたけ / 編曲・歌 - シャ乱Q

エンディングテーマ
「ラストキッス」（第1話 - 第13話）
作詞・作曲 - つんく / 編曲 - 小西貴雄 / 歌 - タンポポ
「どうしよう」（第14話 - 第24話）
作詞 - 由香・亜伊林 / 作曲・編曲 - 真田カオル / 歌 - 由香
魔術士オーフェンRevenge
オープニングテーマ
「そんでもってKISS」（第1話 - 第11話）
作詞・作曲 - つんく / 編曲 - 松原憲 / 歌 - 7HOUSE
「丸い太陽 -winter ver.-」（第12話 - 第23話）
作詞・作曲 - つんく / 編曲 - 小西貴雄、下町兄弟 / 歌 - 太陽とシスコムーン

エンディングテーマ
「Love,Yes I Do!」（第1話 - 第11話）
作詞 - AKA$AKA / 作曲・編曲 - 真田カオル / 歌 - 三佳千夏
「甘いあなたの味」（第12話 - 第22話）
作詞・作曲 - つんく / 編曲 - 棚橋UNA信仁 / 歌 - メロン記念日
魔術士オーフェンはぐれ旅
オープニングテーマ
「Calling U」
buzz★Vibesによる第1期オープニングテーマ。作詞は森久保祥太郎、作曲・編曲はShinnosuke。
「LIGHT of JUSTICE」
森久保祥太郎による第2期『キムラック編』オープニングテーマ。作詞・作曲は森久保、編曲は井上日徳。
「HYSTERIC CARAVAN」
森久保祥太郎による第3期『アーバンラマ編』オープニングテーマ。作詞は森久保、作曲・編曲はR・O・N。
「MOTIVE RAIN」
森久保祥太郎による第4期『聖域編』オープニングテーマ。作詞は森久保、作曲・編曲はR・O・N。
エンディングテーマ
「予測不能Days」
渕上舞による第1期エンディングテーマ。作詞は渕上、作曲は土田拓郎、編曲は福富雅之。
「操り人形クーデター」
渕上舞による第2期『キムラック編』エンディングテーマ。作詞は渕上、作曲は夜兎と藤井亮太、編曲は藤井亮太。
「ファンタジック・パートナー」
渕上舞による第3期『アーバンラマ編』エンディングテーマ。作詞は渕上、作曲・編曲は園田健太郎。
「終焉のDestiny」
渕上舞による第4期『聖域編』エンディングテーマ。作詞は渕上、作曲・編曲は日比野裕史。

## 各話リスト

### 魔術士オーフェン
| 話数             | サブタイトル               | 脚本                | 絵コンテ              | 演出           | 作画監督                       | 初放送日       |       |       |       |       |       |       |       |       |       |       |       |       |       |       |       |       |       |       |
| 第1期            | 第1期                      | 第1期               | 第1期                 | 第1期          | 第1期                          | 第1期          | 第1期 | 第1期 | 第1期 | 第1期 | 第1期 | 第1期 | 第1期 | 第1期 | 第1期 | 第1期 | 第1期 | 第1期 | 第1期 | 第1期 | 第1期 | 第1期 | 第1期 | 第1期 |
| ---------------- | -------------------------- | ------------------- | --------------------- | -------------- | ------------------------------ | -------------- | ----- | ----- | ----- | ----- | ----- | ----- | ----- | ----- | ----- | ----- | ----- | ----- | ----- | ----- | ----- | ----- | ----- | ----- |
| 第1話            | 我が名はオーフェン         | 久保田雅史          | わたなべひろし        | わたなべひろし | 相澤昌弘                       | 1998年 10月3日 |       |       |       |       |       |       |       |       |       |       |       |       |       |       |       |       |       |       |
| 第2話            | 血の八月の恐怖             | 関島眞頼            | 鈴木行                | 鈴木行         | 岩倉和憲                       | 10月10日       |       |       |       |       |       |       |       |       |       |       |       |       |       |       |       |       |       |       |
| 第3話            | 我が旅立ちに集え仲間達     | 久保田雅史          | 桜美かつし            | 桜美かつし     | 和田崇                         | 10月17日       |       |       |       |       |       |       |       |       |       |       |       |       |       |       |       |       |       |       |
| 第4話            | 我が花園に眠れ魔物         | 渡辺桂子            | 伊達勇登              | 石堂宏之       | 門上洋子                       | 10月24日       |       |       |       |       |       |       |       |       |       |       |       |       |       |       |       |       |       |       |
| 第5話            | ドラゴンに抱かれし巫女     | 荒木憲一            | 阿宮正和              | 阿宮正和       | 飯野利明                       | 10月31日       |       |       |       |       |       |       |       |       |       |       |       |       |       |       |       |       |       |       |
| 第6話            | 我が森に吼えろ狼           | 荒木憲一            | 鈴木行                | 鈴木行         | 相澤昌弘                       | 11月7日        |       |       |       |       |       |       |       |       |       |       |       |       |       |       |       |       |       |       |
| 第7話            | バルトアンデルスの遺跡     | 久保田雅史          | 桜美かつし            | 藤本ジ朗       | 和田崇                         | 11月14日       |       |       |       |       |       |       |       |       |       |       |       |       |       |       |       |       |       |       |
| 第8話            | 天魔の魔女の秘密           | 関島眞頼            | 福田道生              | 石堂宏之       | 岩倉和憲                       | 11月28日       |       |       |       |       |       |       |       |       |       |       |       |       |       |       |       |       |       |       |
| 第9話            | 運河の都の女（パートナー） | 山田靖智            | 山川吉樹              | 則座誠         | 宮田奈保美                     | 12月5日        |       |       |       |       |       |       |       |       |       |       |       |       |       |       |       |       |       |       |
| 第10話           | 我が命にしたがえ機械       | 金巻兼一            | 阿宮正和              | 阿宮正和       | 飯野利明                       | 12月12日       |       |       |       |       |       |       |       |       |       |       |       |       |       |       |       |       |       |       |
| 第11話           | レキの小さな冒険           | 渡辺桂子            | 開木菜織              | 岡崎ゆきお     | つなきあき                     | 12月19日       |       |       |       |       |       |       |       |       |       |       |       |       |       |       |       |       |       |       |
| 第12話           | 我が友情の海老男           | 荒木憲一            | 鈴木行                | 鈴木行         | 相澤昌弘 岩倉和憲              | 12月26日       |       |       |       |       |       |       |       |       |       |       |       |       |       |       |       |       |       |       |
| 第13話           | 我が故郷に帰れ追憶         | 久保田雅史          | 福田道生              | 則座誠         | 宮田奈保美                     | 1999年 1月9日  |       |       |       |       |       |       |       |       |       |       |       |       |       |       |       |       |       |       |
| 第14話           | 越えられぬ想い…            | 山田靖智            | 桜美勝志              | 石堂宏之       | 和田崇                         | 1月16日        |       |       |       |       |       |       |       |       |       |       |       |       |       |       |       |       |       |       |
| 第15話           | 月下の魔術士               | 金巻兼一            | わたなべひろし        | 阿宮正和       | 飯野利明                       | 1月23日        |       |       |       |       |       |       |       |       |       |       |       |       |       |       |       |       |       |       |
| 第16話           | 海老男ふたたび             | 関島眞頼            | 開木菜織              | 岡崎ゆきお     | つなきあき                     | 1月30日        |       |       |       |       |       |       |       |       |       |       |       |       |       |       |       |       |       |       |
| 第17話           | 我が剣に秘められし謎       | 久保田雅史          | 桜美勝志              | 藤本ジ朗       | 和田崇                         | 2月6日         |       |       |       |       |       |       |       |       |       |       |       |       |       |       |       |       |       |       |
| 第18話           | てめぇらとっとと剣返せ!    | 山田靖智            | 山川吉樹              | 則座誠         | 宮田奈保美                     | 2月13日        |       |       |       |       |       |       |       |       |       |       |       |       |       |       |       |       |       |       |
| 第19話           | それぞれの想い…            | 関島眞頼            | 福田道生              | 鈴木行         | 相澤昌弘                       | 2月20日        |       |       |       |       |       |       |       |       |       |       |       |       |       |       |       |       |       |       |
| 第20話           | 虹色の秘密                 | 山田靖智            | 鈴木行                | 久城りおん     | 崎本正史                       | 2月27日        |       |       |       |       |       |       |       |       |       |       |       |       |       |       |       |       |       |       |
| 第21話           | 聖なる過去の幻影           | 荒木憲一            | 桜美勝志              | 石堂宏之       | 和田崇                         | 3月6日         |       |       |       |       |       |       |       |       |       |       |       |       |       |       |       |       |       |       |
| 第22話           | 迷える碧き瞳               | 金巻兼一            | 阿宮正和              | 阿宮正和       | 井嶋けい子                     | 3月13日        |       |       |       |       |       |       |       |       |       |       |       |       |       |       |       |       |       |       |
| 第23話           | 魔女アザリー               | 金巻兼一            | 鈴木行                | 鈴木行         | 相澤昌弘 岩倉和憲              | 3月20日        |       |       |       |       |       |       |       |       |       |       |       |       |       |       |       |       |       |       |
| 第24話           | 我が旅路の終焉             | 久保田雅史          | 福田道生              | 藤本ジ朗       | 相澤昌弘                       | 3月27日        |       |       |       |       |       |       |       |       |       |       |       |       |       |       |       |       |       |       |
| 第2期『Revenge』 |                            |                     |                       |                |                                |                |       |       |       |       |       |       |       |       |       |       |       |       |       |       |       |       |       |       |
| 第1話            | 我が魂いやせ温泉           | 久保田雅史          | 高橋亨 わたなべひろし | 高橋亨         | 相澤昌弘                       | 1999年 10月2日 |       |       |       |       |       |       |       |       |       |       |       |       |       |       |       |       |       |       |
| 第2話            | 裏切りの大浴場             | 久保田雅史          | 高橋亨                | 笠井賢一       | 森伸宏幸                       | 10月16日       |       |       |       |       |       |       |       |       |       |       |       |       |       |       |       |       |       |       |
| 第3話            | 地獄の洋品店               | 金巻兼一            | 金子伸吾              | 楠譲葉         | 高津幸央                       | 10月23日       |       |       |       |       |       |       |       |       |       |       |       |       |       |       |       |       |       |       |
| 第4話            | 怪奇・愛の波紋             | 久保田雅史 渡辺桂子 | 桜井弘明              | 山内富夫       | のりみそのみ 丸山隆            | 10月30日       |       |       |       |       |       |       |       |       |       |       |       |       |       |       |       |       |       |       |
| 第5話            | 目覚めよ、愛しき女（ひと） | 山田靖智            | 高橋亨 わたなべひろし | 藤本ジ朗       | 和田崇                         | 11月13日       |       |       |       |       |       |       |       |       |       |       |       |       |       |       |       |       |       |       |
| 第6話            | 海老男、蟹女               | 荒木憲一            | 井村守生              | 成田歳法       | 中矢雅樹                       | 11月27日       |       |       |       |       |       |       |       |       |       |       |       |       |       |       |       |       |       |       |
| 第7話            | おつかいの甘いワナ         | 山田靖智            | 金子伸吾              | 岡本英樹       | 相澤昌弘                       | 12月4日        |       |       |       |       |       |       |       |       |       |       |       |       |       |       |       |       |       |       |
| 第8話            | 鳥！鳥！鳥？               | 金巻兼一            | 伊藤尚往              | 岡崎ゆきお     | 高津幸央                       | 12月11日       |       |       |       |       |       |       |       |       |       |       |       |       |       |       |       |       |       |       |
| 第9話            | 音速の貴婦人               | 久保田雅史          | 永田正美              | 長澤剛         | 永田正美                       | 12月18日       |       |       |       |       |       |       |       |       |       |       |       |       |       |       |       |       |       |       |
| 第10話           | まぼろしの雪山             | 荒木憲一            | 笠井賢一              | 笠井賢一       | 和田崇                         | 12月25日       |       |       |       |       |       |       |       |       |       |       |       |       |       |       |       |       |       |       |
| 第11話           | カニと少年                 | 山田靖智            | 井村守生              | 楠譲葉         | 山沢実                         | 2000年 1月8日  |       |       |       |       |       |       |       |       |       |       |       |       |       |       |       |       |       |       |
| 第12話           | 復讐の大法廷               | 荒木憲一            | 福田道生              | 笠井賢一       | 相澤昌弘                       | 2000年 1月8日  |       |       |       |       |       |       |       |       |       |       |       |       |       |       |       |       |       |       |
| 第13話           | 風邪になった少女           | 久保田雅史          | のりみそのみ          | 木村寛         | 新井豊 川口敬一郎 のしみそのみ | 1月15日        |       |       |       |       |       |       |       |       |       |       |       |       |       |       |       |       |       |       |
| 第14話           | えっ!?マジクが…            | 山田靖智            | 小林孝志              | 岡崎ゆきお     | 高津幸央                       | 1月22日        |       |       |       |       |       |       |       |       |       |       |       |       |       |       |       |       |       |       |
| 第15話           | 満月の夜の家出             | 荒木憲一            | 金子伸吾              | 岡本英樹       | 中矢雅樹                       | 1月29日        |       |       |       |       |       |       |       |       |       |       |       |       |       |       |       |       |       |       |
| 第16話           | 熱闘！豪華客船             | 久保田雅史          | 阿蒜晃士              | 長澤剛         | 丸山隆                         | 2月5日         |       |       |       |       |       |       |       |       |       |       |       |       |       |       |       |       |       |       |
| 第17話           | 出た！にせオーフェン       | 山田靖智            | 井村守生              | 臣又貝         | 高津幸央 村上勉                | 2月12日        |       |       |       |       |       |       |       |       |       |       |       |       |       |       |       |       |       |       |
| 第18話           | 哀しみの子守唄             | 荒木憲一            | 錦織博                | 錦織博         | 相澤昌弘                       | 2月19日        |       |       |       |       |       |       |       |       |       |       |       |       |       |       |       |       |       |       |
| 第19話           | リコリス・ニールセン       | 久保田雅史          | 君島繁 高橋亨 錦織博  | 木村寛         | 川口敬一郎                     | 2月26日        |       |       |       |       |       |       |       |       |       |       |       |       |       |       |       |       |       |       |
| 第20話           | 嵐の中の真実               | 山田靖智            | 下司泰弘              | 岡本英樹       | 中矢雅樹                       | 3月4日         |       |       |       |       |       |       |       |       |       |       |       |       |       |       |       |       |       |       |
| 第21話           | 魔術士マジク               | 荒木憲一            | 金子伸吾              | 岡崎ゆきお     | 高津幸央                       | 3月11日        |       |       |       |       |       |       |       |       |       |       |       |       |       |       |       |       |       |       |
| 第22話           | 想い、すれ違って…          | 山田靖智            | 高橋亨                | 高橋亨         | 丸山隆                         | 3月18日        |       |       |       |       |       |       |       |       |       |       |       |       |       |       |       |       |       |       |
| 第23話           | 我は放つ光の白刃           | 久保田雅史          | 藤本ジ朗              | 藤本ジ朗       | 相澤昌弘                       | 3月25日        |       |       |       |       |       |       |       |       |       |       |       |       |       |       |       |       |       |       |

### 魔術士オーフェンはぐれ旅
| 話数                    | サブタイトル                 | 脚本       | 絵コンテ          | 演出                      | 作画監督 | 総作画監督                                                  | 初放送日       |       |       |       |       |       |       |       |       |       |       |       |       |       |       |       |       |       |
| 第1期                   | 第1期                        | 第1期      | 第1期             | 第1期                     | 第1期 | 第1期                                                       | 第1期          | 第1期 | 第1期 | 第1期 | 第1期 | 第1期 | 第1期 | 第1期 | 第1期 | 第1期 | 第1期 | 第1期 | 第1期 | 第1期 | 第1期 | 第1期 | 第1期 | 第1期 |
| ----------------------- | ---------------------------- | ---------- | ----------------- | ------------------------- | --- | ----------------------------------------------------------- | -------------- | ----- | ----- | ----- | ----- | ----- | ----- | ----- | ----- | ----- | ----- | ----- | ----- | ----- | ----- | ----- | ----- | ----- |
| 第1話                   | 追憶の呼び声                 | 吉田玲子   | 浜名孝行          | 安藤貴史                  | 北村晋哉 重松しんいち 松原一之 大河内忍 古住千秋 阿部達也                                                                             | 吉田隆彦 中村深雪                                           | 2020年 1月7日  |       |       |       |       |       |       |       |       |       |       |       |       |       |       |       |       |       |
| 第2話                   | 牙の塔                       | 吉田玲子   | 浜名孝行          | 山﨑茂                    | 武本大介 重松しんいち 飯飼一幸 本田創一 吉川知希                                                                                      | 吉田隆彦 中村深雪                                           | 1月14日        |       |       |       |       |       |       |       |       |       |       |       |       |       |       |       |       |       |
| 第3話                   | 我が呼び声に応えよ獣         | 吉田玲子   | 浜名孝行          | 曽根利幸                  | 松原一之 中山岳洋 永田詩央里 五月麻帆                                                                                                 | 吉田隆彦 植田実                                             | 1月21日        |       |       |       |       |       |       |       |       |       |       |       |       |       |       |       |       |       |
| 第4話                   | 天魔の魔女と鋼の後継         | 國澤真理子 | ワタナベシンイチ  | 又野弘道                  | 阿部達也 吉川知希 白川茉莉 吉井弘幸 飯飼一幸                                                                                          | 吉田隆彦 植田実                                             | 1月28日        |       |       |       |       |       |       |       |       |       |       |       |       |       |       |       |       |       |
| 第5話                   | ディープ・ドラゴン           | 広田光毅   | 川瀬敏文          | 石井輝                    | 桜井木ノ実 Kim HseSook 花輪美幸 半田大貴                                                                                              | 吉田隆彦 中村深雪 森本浩文                                  | 2月4日         |       |       |       |       |       |       |       |       |       |       |       |       |       |       |       |       |       |
| 第6話                   | ≪森≫の巫女                   | 広田光毅   | 石倉賢一          | 安藤貴史                  | 松原一之 吉川知希 中島美子 中本尚 | 吉田隆彦 中村深雪                                           | 2月11日        |       |       |       |       |       |       |       |       |       |       |       |       |       |       |       |       |       |
| 第7話                   | 我が森に集え狼               | 広田光毅   | 西澤晋            | 山﨑茂                    | 大河内忍 飯飼一幸 重松しんいち | 森本浩文                                                    | 2月18日        |       |       |       |       |       |       |       |       |       |       |       |       |       |       |       |       |       |
| 第8話                   | 唐突の暗殺者                 | 鈴木貴昭   | 名村英敏          | 曽根利幸                  | 清水勝祐 中山岳洋 山村俊了 小田真弓 松浦里美 重松しんいち                                                                             | 森本浩文                                                    | 2月25日        |       |       |       |       |       |       |       |       |       |       |       |       |       |       |       |       |       |
| 第9話                   | 過去の亡霊                   | 鈴木貴昭   | 藤原良二          | 伊藤秀弥                  | 青野厚司 飯飼一幸 重松しんいち 永田詩央里                                                                                             | 吉田隆彦 中村深雪 青野厚司 森本浩文                         | 3月3日         |       |       |       |       |       |       |       |       |       |       |       |       |       |       |       |       |       |
| 第10話                  | 我が過去を消せ暗殺者         | 鈴木貴昭   | 川瀬敏文          | 村田尚樹                  | 松原一之 大河内忍 五月麻帆 岡遼子 | 吉田隆彦 中村深雪                                           | 3月10日        |       |       |       |       |       |       |       |       |       |       |       |       |       |       |       |       |       |
| 第11話                  | ウオール教室                 | 吉田玲子   | 石倉賢一          | 森田侑希                  | Kim HseSook 飯飼一幸 花輪美幸 桜井木ノ実                                                                                              | 吉田隆彦 森本浩文 青野厚司                                  | 3月17日        |       |       |       |       |       |       |       |       |       |       |       |       |       |       |       |       |       |
| 第12話                  | 死の絶叫                     | 吉田玲子   | 浜名孝行          | 山﨑茂                    | 岡遼子 小田真弓 舘崎大 清水勝祐 重松しんいち                                                                                          | 吉川知希 森本浩文 中村深雪                                  | 3月24日        |       |       |       |       |       |       |       |       |       |       |       |       |       |       |       |       |       |
| 第13話                  | 我が塔に来たれ後継者         | 吉田玲子   | 浜名孝行          | 曽根利幸                  | 吉川知希 松原一之 山下菜摘 大河内忍 岡遼子 青野厚司                                                                                   | 中村深雪 青野厚司 森本浩文                                  | 3月31日        |       |       |       |       |       |       |       |       |       |       |       |       |       |       |       |       |       |
| 第14話                  | 天人の遺産                   | 國澤真理子 | 藤原良二          | 吉田俊司                  | 重松しんいち 吉川知希 森本浩文 舘崎大 岡遼子 清水勝祐 斎藤香織                                                                        | 中村深雪 青野厚司 森本浩文                                  | 2021年 1月13日 |       |       |       |       |       |       |       |       |       |       |       |       |       |       |       |       |       |
| 第2期『キムラック編』   |                              |            |                   |                           | |                                                             |                |       |       |       |       |       |       |       |       |       |       |       |       |       |       |       |       |       |
| 第1話                   | 我が遺志を伝えよ魔王         | 広田光毅   | 名村英敏          | 吉田俊司                  | 木村友美 永田詩央里 吉田和香子 田中綾子 山村俊了                                                                                      | 木村友美                                                    | 1月20日        |       |       |       |       |       |       |       |       |       |       |       |       |       |       |       |       |       |
| 第2話                   | 彼にとっての天使と悪魔       | 広田光毅   | 玉川真人          | 曽根利幸                  | 村長由紀 山下菜摘 中熊太一 飯飼一幸 古池ゆかり                                                                                        | 中村深雪                                                    | 1月27日        |       |       |       |       |       |       |       |       |       |       |       |       |       |       |       |       |       |
| 第3話                   | 魔術士を拒む街               | 吉田玲子   | 石倉賢一          | 村田尚樹                  | 山下菜摘 飯飼一幸 武本大介 日下岳史                                                                                                   | 山下菜摘 青野厚司 石井明治                                  | 2月3日         |       |       |       |       |       |       |       |       |       |       |       |       |       |       |       |       |       |
| 第4話                   | シスター・イスターシバ       | 吉田玲子   | 藤原良二          | 山﨑茂                    | 木村友美 田中綾子 古池ゆかり 松原一之 重松しんいち 扇多恵子                                                                           | 石井明治                                                    | 2月10日        |       |       |       |       |       |       |       |       |       |       |       |       |       |       |       |       |       |
| 第5話                   | 我が聖都を濡らせ血涙         | 山田花名   | 西本由紀夫        | 浜名孝行                  | 永田詩央里 池津寿恵 村長由紀 飯飼一幸 古池ゆかり 日下岳史                                                                             | 中村深雪                                                    | 2月17日        |       |       |       |       |       |       |       |       |       |       |       |       |       |       |       |       |       |
| 第6話                   | 死の聖なるかな               | 鈴木貴昭   | 名村英敏          | 黄廷正                    | 山下菜摘 付強 羅睿 王航 閆廣薇 | 石井明治 木村友美                                           | 2月24日        |       |       |       |       |       |       |       |       |       |       |       |       |       |       |       |       |       |
| 第7話                   | その魔術が彼を殺すと         | 鈴木貴昭   | 石倉賢一          | 吉田俊司                  | 松浦里美 吉田和香子 松原一之 飯飼一幸                                                                                                 | 木村友美 中村深雪                                           | 3月3日         |       |       |       |       |       |       |       |       |       |       |       |       |       |       |       |       |       |
| 第8話                   | 詩聖の間                     | 鈴木貴昭   | 中山岳洋          | 曽根利幸                  | 小島絵美 日下岳史 古池ゆかり 村長由紀 重松しんいち 松原一之 田中綾子                                                                  | 中村深雪 木村友美 石井明治                                  | 3月10日        |       |       |       |       |       |       |       |       |       |       |       |       |       |       |       |       |       |
| 第9話                   | 死の教師たち                 | 吉田玲子   | 浜名孝行          | 鈴木孝聡                  | 山下菜摘 飯飼一幸 古池ゆかり 永田詩央里                                                                                               | 石井明治                                                    | 3月17日        |       |       |       |       |       |       |       |       |       |       |       |       |       |       |       |       |       |
| 第10話                  | 彼女を殺せる唯一の           | 吉田玲子   | 阿部達也          | 内山まな                  | 八島善孝 | 森本浩文 木村友美                                           | 3月24日        |       |       |       |       |       |       |       |       |       |       |       |       |       |       |       |       |       |
| 第11話                  | 我が神に弓ひけ背約者         | 吉田玲子   | 浜名孝行          | 山﨑茂                    | 松原一之 村長由紀 古池ゆかり 松浦里美 飯飼一幸 日下岳史 永田詩央里 山下菜摘                                                           | 石井明治 中村深雪 木村友美                                  | 3月31日        |       |       |       |       |       |       |       |       |       |       |       |       |       |       |       |       |       |
| 第3期『アーバンラマ編』 |                              |            |                   |                           | |                                                             |                |       |       |       |       |       |       |       |       |       |       |       |       |       |       |       |       |       |
| 第1話                   | 我が夢に沈め楽園             | 古怒田健志 | 浜名孝行          | 浅見松雄                  | 菅原美由紀 櫻井拓郎 古池ゆかり 永田詩央里                                                                                             | 菊地洋子 石井明治                                           | 2023年 1月18日 |       |       |       |       |       |       |       |       |       |       |       |       |       |       |       |       |       |
| 第2話                   | 処刑場の亡霊たち             | 古怒田健志 | 浜名孝行          | 山﨑茂                    | 高橋成之 森本浩文 松原一之 日下岳史 澤村亨 久保美月 笠野充志                                                                          | 高橋成之 石井明治                                           | 1月25日        |       |       |       |       |       |       |       |       |       |       |       |       |       |       |       |       |       |
| 第3話                   | 我が運命導け魔剣             | 鈴木貴昭   | 江副仁美          | 小林美月                  | 吉田和香子 古池ゆかり 田中綾子 村上彩香                                                                                               | 宮川智恵子                                                  | 2月1日         |       |       |       |       |       |       |       |       |       |       |       |       |       |       |       |       |       |
| 第4話                   | ナッシュウォータの剣姫       | 山田花名   | 藤原良二          | 曽根利幸                  | 松浦里美 永田詩央里 藤田正幸 杉本海帆 森本浩文 飯飼一幸                                                                               | 杉本海帆 宮川智恵子                                         | 2月8日         |       |       |       |       |       |       |       |       |       |       |       |       |       |       |       |       |       |
| 第5話                   | 蟲の紋章の剣                 | 竹内利光   | ユキヒロマツシタ  | 田中貴大                  | 菅原美由紀 吉田翔太 澤村亨 日下岳史 笠野充志 永田詩央里 山下菜摘 櫻井拓郎                                                             | 菊地洋子 宮川智恵子                                         | 2月15日        |       |       |       |       |       |       |       |       |       |       |       |       |       |       |       |       |       |
| 第6話                   | 我が心求めよ悪魔             | 國澤真理子 | 浜名孝行          | 浅見松雄                  | 村上彩香 ウクレレ善似郎 古池ゆかり 荒井美穂 吉田和香子 森悦史                                                                         | 高橋成之 宮川智恵子 石井明治                                | 2月22日        |       |       |       |       |       |       |       |       |       |       |       |       |       |       |       |       |       |
| 第7話                   | 我が奇襲照らせ月光           | 山田花名   | 藤原良二          | まつもとよしひさ 村田尚樹 | 桜井木の実 清水博幸 Suwarin Promjutikanon Chotanan Pipobworachai StudioMarBean                                                        | 宮川智恵子                                                  | 3月1日         |       |       |       |       |       |       |       |       |       |       |       |       |       |       |       |       |       |
| 第8話                   | 緑宝石の鎧                   | 鈴木貴昭   | 大槻敦史          | 安東大瑛                  | 菅原美由紀 永田詩央里 手島勇人 櫻井拓郎 古池ゆかり 飯飼一幸 澤田美香 EN.Studio ワン・オーダー                                         | 菊地洋子                                                    | 3月8日         |       |       |       |       |       |       |       |       |       |       |       |       |       |       |       |       |       |
| 第9話                   | 最接近領からの使者           | 竹内利光   | ユキヒロマツシタ  | 薮内悠                    | はっとりますみ | 石井明治                                                    | 3月15日        |       |       |       |       |       |       |       |       |       |       |       |       |       |       |       |       |       |
| 第10話                  | レッド・ドラゴンの憂鬱       | 國澤真理子 | 藤原良二 安藤貴史 | 安藤貴史                  | 村上彩香 吉田和香子 山下菜摘 澤村亨 森悦史                                                                                            | 高橋成之 宮川智恵子 森本浩文                                | 3月22日        |       |       |       |       |       |       |       |       |       |       |       |       |       |       |       |       |       |
| 第11話                  | 最強の白魔術士               | 古怒田健志 | 曽根利幸          | 曽根利幸                  | 永田詩央里 古池ゆかり 田中綾子 GIVENSTAR Revival                                                                                      | 石井明治                                                    | 3月29日        |       |       |       |       |       |       |       |       |       |       |       |       |       |       |       |       |       |
| 第12話                  | 我が絶望つつめ緑             | 古怒田健志 | 浜名孝行          | 山﨑茂                    | 永田詩央里 松浦里美 菅原美由紀 手島勇人 飯飼一幸 趙小川 王敏 陳玲玲 姜海華 徐超                                                       | 菊地洋子                                                    | 4月5日         |       |       |       |       |       |       |       |       |       |       |       |       |       |       |       |       |       |
| 第4期『聖域編』         |                              |            |                   |                           | |                                                             |                |       |       |       |       |       |       |       |       |       |       |       |       |       |       |       |       |       |
| 第1話                   | 我が戦場に踊れ来訪者         | 山田花名   | 藤原良二          | 浅見松雄                  | 荒井美穂 村上彩香 吉田和香子 古池ゆかり 澤村亨 中野彰子 趙小川 王敏 陳玲玲 姜海華 徐超 EN.Studio                                      | 石井明治 日下岳史                                           | 4月12日        |       |       |       |       |       |       |       |       |       |       |       |       |       |       |       |       |       |
| 第2話                   | チャイルドマン・ネットワーク | 鈴木貴昭   | 黒沢守            | 小林美月                  | 菅原美由紀 山下菜摘 澤村亨 森悦史 小田真弓 GIVENSTAR 趙小川 王敏 陳玲玲 姜海華 徐超                                                   | 森本浩文 永田詩央里 吉田和香子                              | 4月19日        |       |       |       |       |       |       |       |       |       |       |       |       |       |       |       |       |       |
| 第3話                   | 我が庭に響け銃声             | 國澤真理子 | 藤原良二          | 薮内悠                    | はっとりますみ | 菊地洋子 石井明治 日下岳史                                  | 4月26日        |       |       |       |       |       |       |       |       |       |       |       |       |       |       |       |       |       |
| 第4話                   | 聖服の暗殺者                 | 竹内利光   | 浜名孝行          | 村田尚樹                  | 菅原美由紀 櫻井拓郎 田中綾子 飯飼一幸 森悦史 GIVENSTAR EN.Studio ワン・オーダー スタジオギムレット SAS 趙小川 王敏 陳玲玲 姜海華 徐超 | 菊地洋子 永田詩央里 吉田和香子 菅原美由紀 森本浩文          | 5月3日         |       |       |       |       |       |       |       |       |       |       |       |       |       |       |       |       |       |
| 第5話                   | 領主アルマゲスト             | 古怒田健志 | 藤原良二          | 大久保雅司                | EverGreen Revival Big Owl 板絵動画 [ 注 10 ]                                                                                          | 菊地洋子 石井明治 菅原美由紀                                | 5月10日        |       |       |       |       |       |       |       |       |       |       |       |       |       |       |       |       |       |
| 第6話                   | 我が館にさまよえ虚像         | 古怒田健志 | ユキヒロマツシタ  | 山﨑茂                    | 小田真弓 村上彩香 永田詩央里 古池ゆかり 松浦里美 手島勇人 澤村亨 無錫市櫻花卡通有限公司 STUDIO CAT                                    | 森本浩文 吉田和香子 日下岳史                                | 5月17日        |       |       |       |       |       |       |       |       |       |       |       |       |       |       |       |       |       |
| 第7話                   | 王都の魔人と十三使徒         | 山田花名   | 安東大瑛          | 安東大瑛                  | 杉本梨渚 菅原美由紀 田中綾子 岡田雅人 胡威 黄華 周菁 SAS 趙小川 陳玲玲 姜海華                                                         | 石井明治                                                    | 5月24日        |       |       |       |       |       |       |       |       |       |       |       |       |       |       |       |       |       |
| 第8話                   | アイルマンカー結界           | 古怒田健志 | 藤原良二          | 萩原悠理                  | Suwarin Promjutikanon Put 南伸一郎 岩永遼太 島田英明 菊池一真 柏木信弘 STUDIO CL Big Owl                                              | 菊地洋子 永田詩央里 吉田和香子 日下岳史                     | 5月31日        |       |       |       |       |       |       |       |       |       |       |       |       |       |       |       |       |       |
| 第9話                   | 第二世界図塔                 | 國澤真理子 | 大槻敦史          | 薮内悠                    | はっとりますみ 呉暁菜 | 石井明治 菅原美由紀                                         | 6月7日         |       |       |       |       |       |       |       |       |       |       |       |       |       |       |       |       |       |
| 第10話                  | ナイトノッカーの野望         | 古怒田健志 | ユキヒロマツシタ  | 浅見松雄                  | 村長由紀 松浦里美 澤村亨 田中綾子 飯飼一幸 鷲田敏弥 熊谷香代子                                                                        | 菊地洋子 石井明治 吉田和香子 永田詩央里 菅原美由紀 日下岳史 | 6月14日        |       |       |       |       |       |       |       |       |       |       |       |       |       |       |       |       |       |
| 第11話                  | 我が聖域に開け扉             | 古怒田健志 | 浜名孝行          | 村田尚樹                  | 菅原美由紀 岡田雅人 古池ゆかり 石井明治 吉岡アンジェロ 無錫市櫻花卡通有限公司 周婧                                                    | 菊地洋子 石井明治                                           | 6月21日        |       |       |       |       |       |       |       |       |       |       |       |       |       |       |       |       |       |
| 第12話                  | キエサルヒマの終端           | 古怒田健志 | 藤原良二          | 山﨑茂                    | 菅原美由紀 永田詩央里 澤村亨 吉田和香子 日下岳史 森本浩文 杉本梨渚 田中綾子 飯飼一幸 趙小川 王敏 陳玲玲 姜海華 徐超                   | 菊地洋子 石井明治 崎本さゆり                                | 6月28日        |       |       |       |       |       |       |       |       |       |       |       |       |       |       |       |       |       |

## 放送局
| 放送地域   | 放送局             | 放送期間                      | 放送日時                     | 備考                    |
| ---------- | ------------------ | ----------------------------- | ---------------------------- | ----------------------- |
| 関東広域圏 | 東京放送           | 1998年10月3日 - 1999年3月27日 | 土曜 17:00 - 17:30           | 製作局 / 現・TBSテレビ  |
| 北海道     | 北海道放送         | 1998年10月3日 - 1999年3月27日 | 土曜 17:00 - 17:30           | 同時ネット              |
| 福島県     | テレビユー福島     | 1998年11月8日 - 1999年        | 日曜 6:00 - 6:30             |                         |
| 中京広域圏 | 中部日本放送       | 1998年10月10日 - 1999年4月    | 土曜 16:30 - 17:00           | 現・CBCテレビ           |
| 静岡県     | 静岡放送           | 1998年10月12日 - 1999年4月    | 月曜 16:30 - 17:00           |                         |
| 近畿広域圏 | 毎日放送           | 1998年10月18日 - 1999年5月2日 | 日曜 2:40 - 3:10（土曜深夜） | 『アニメシャワー』第3部 |
| 長野県     | 信越放送           | 1998年10月 - 1999年4月        | 土曜 6:00 - 6:30             |                         |
| 富山県     | チューリップテレビ | 1998年11月4日 - 1999年4月21日 | 水曜 16:27 - 16:55           |                         |
| 福岡県     | RKB毎日放送        | 1998年11月7日 - 1999年        | 土曜 7:00 - 7:30             |                         |
| 岩手県     | IBC岩手放送        | 1999年1月 - 不明              | 金曜 5:30 - 6:00             |                         |
| 沖縄県     | 琉球放送           | 1999年1月31日 - 不明          | 日曜 6:00 - 6:30             |                         |
| 日本全域   | BS-i               |                               | 土曜 7:30 - 8:00             | 現・BS-TBS              |

| 放送地域       | 放送局         | 放送期間                                     | 放送日時                              | 備考                    |
| -------------- | -------------- | -------------------------------------------- | ------------------------------------- | ----------------------- |
| 関東広域圏     | 東京放送       | 1999年10月2日 - 2000年3月25日                | 土曜 17:00 - 17:30                    | 製作局 / 現・TBSテレビ  |
| 北海道         | 北海道放送     | 1999年10月3日 1999年10月16日 - 2000年3月25日 | 日曜 16:54 - 17:24 土曜 17:00 - 17:30 | [ 注 11 ] [ 25 ]        |
| 福島県         | テレビユー福島 | 1999年10月14日 - 2000年4月                   | 木曜 1:40 - 2:10（水曜深夜）          |                         |
| 高知県         | テレビ高知     | 1999年10月14日 - 2000年4月                   | 木曜 16:00 - 16:30                    |                         |
| 中京広域圏     | 中部日本放送   | 1999年10月23日 - 2000年4月                   | 土曜 16:30 - 17:00                    | 現・CBCテレビ           |
| 福岡県         | RKB毎日放送    | 1999年10月24日 - 2000年4月                   | 日曜 6:00 - 6:30                      |                         |
| 宮城県         | 東北放送       | 1999年10月27日 - 2000年4月                   | 水曜 17:30 - 18:00                    |                         |
| 岡山県・香川県 | 山陽放送       | 1999年10月30日 - 2000年3月 2000年4月         | 土曜 5:45 - 6:15 土曜 6:30 - 7:00     | 現・RSK山陽放送         |
| 近畿広域圏     | 毎日放送       | 1999年10月31日 - 2000年4月30日               | 日曜 2:40 - 3:10（土曜深夜）          | 『アニメシャワー』第3部 |
| 静岡県         | 静岡放送       | 1999年11月20日 - 2000年                      | 土曜 2:05 - 2:35（金曜深夜）          |                         |
| 岩手県         | IBC岩手放送    | 2000年1月9日 - 不明                          | 日曜 6:00 - 6:30                      |                         |
| 沖縄県         | 琉球放送       |                                              | 日曜 6:00 - 6:30                      |                         |
| 日本全域       | BS-i           | 2001年3月 - 2001年                           | 土曜 7:00 - 8:00                      | 現・BS-TBS              |

| 放送期間               | 放送時間                     | 放送局   | 対象地域 | 備考                                        |
| ---------------------- | ---------------------------- | -------- | -------- | ------------------------------------------- |
| 2020年1月7日 - 3月31日 | 火曜 23:00 - 23:30           | AT-X     | 日本全域 | CS放送 / リピート放送あり                   |
| 2020年1月8日 - 4月1日  | 水曜 0:30 - 1:00（火曜深夜） | BSフジ   | 日本全域 | 製作参加 / BS/BS4K放送 / 『アニメギルド』枠 |
|                        | 水曜 22:00 - 22:30           | TOKYO MX | 東京都   |                                             |
| 2020年1月9日 - 4月2日  | 木曜 0:00 - 0:30（水曜深夜） | WOWOW    | 日本全域 | 製作参加 / BS/CS放送 / 『アニメプライム』枠 |

| 放送期間                | 放送時間                     | 放送局   | 対象地域 | 備考                                                       |
| ----------------------- | ---------------------------- | -------- | -------- | ---------------------------------------------------------- |
| 2021年1月20日 - 3月31日 | 水曜 21:00 - 21:30           | AT-X     | 日本全域 | CS放送 / リピート放送あり                                  |
|                         | 水曜 22:00 - 22:30           | TOKYO MX | 東京都   |                                                            |
| 2021年1月21日 - 4月1日  | 木曜 0:00 - 0:30（水曜深夜） | WOWOW    | 日本全域 | 製作参加 / BS/CS放送 / 『アニメプライム』枠 / 全話無料放送 |
| 2021年1月22日 - 4月2日  | 金曜 0:30 - 1:00（木曜深夜） | BSフジ   | 日本全域 | 製作参加 / BS/BS4K放送 / 『アニメギルド』枠                |

| 放送期間               | 放送時間                     | 放送局   | 対象地域 | 備考                                                       |
| ---------------------- | ---------------------------- | -------- | -------- | ---------------------------------------------------------- |
| 2023年1月18日 - 4月5日 | 水曜 20:30 - 21:00           | AT-X     | 日本全域 | CS放送 / リピート放送あり                                  |
|                        | 水曜 22:00 - 22:30           | TOKYO MX | 東京都   |                                                            |
| 2023年1月19日 - 4月6日 | 木曜 0:00 - 0:30（水曜深夜） | WOWOW    | 日本全域 | 製作参加 / BS/CS放送 / 『アニメプライム』枠 / 全話無料放送 |
| 2023年1月20日 - 4月7日 | 金曜 0:30 - 1:00（木曜深夜） | BSフジ   | 日本全域 | 製作参加 / BS/BS4K放送 / 『アニメギルド』枠                |

## ラジオ
TBSラジオで1998年から2000年に放送された。テレビアニメ『魔術士オーフェン』、『魔術士オーフェンRevenge』に連動し、2期に分かれている。

### 概要
パーソナリティは森久保祥太郎（オーフェン役）と飯塚雅弓（クリーオウ役）。ニックネームは「しょーちゃん」と「まーちゃん」。
第1期の1998年7月から9月までは、『ユースケ・サンタマリアのTHE おとばん』（毎週土曜日 22時00分 - 24時00分）を30分短縮し、空いた枠で放送された。同年10月11日放送分より、毎週日曜日 25時00分 - 25時30分（当時のTBSラジオのアニラジ枠）に移動し、第2期も同枠で放送された。

### コーナー
第1期
- ふつうのお便り
- オーフェンへの道

『魔術士オーフェン』の紹介。
- 罵詈雑言バトル
- ボルカンのど〜んと吠えてみよう!!

ボルカンの「○○で△△し殺す」を基にオリジナルの殺し文句を考える。伊倉一恵（ボルカン役）ゲスト回では本人が実演した。
- 集えビンボー人

リスナーの損した話、ビンボーな話を紹介する。
- 夜の魔術講座

リスナーが考えた呪文を森久保が唱える。
- オーフェン探偵団

森久保と飯塚の素朴な疑問にリスナーが回答する。
- ラジオドラマ

不定期に放送。『魔術士オーフェン 無謀編 オリジナル・ラジオ・ドラマ』としてCD化された。
第2期
- ふつうのお便り
- オテル・ド・オーフェン

リスナーから寄せられたレシピを基に飯塚が料理を作り、森久保が食べる。
- テーマソングショー

テーマソングを募集。森久保が曲を、飯塚が歌を担当する。
- あれは夢だったんだ

リスナーの辛い思い出、悲惨な出来事などを紹介し、2人が慰める。
- 夜の魔術講座

リスナーが考えた呪文を森久保が唱える。
- ギャグコレクター・オーフェン

リスナーが作ったダジャレを紹介する。
- ラジオドラマ

不定期に放送。『魔術士オーフェン 無謀編 オリジナル・ラジオ・ドラマ2』としてCD化された。

### ゲスト
第1期
- 伊倉一恵 （ボルカン役）
- 由香 （歌手）
- 子安武人　(フレイムハート役)

第2期
- 太陽とシスコムーン （歌手グループ）

### 主題歌
第1期
オープニングテーマ
1. 「ダリル」
作詞 - まこと / 作曲 - しゅう / 編曲 - スーパー!?テンションズ / 歌 - スーパー!?テンションズ
2. 「愛 Just on my Love」
作詞・作曲 - つんく / 編曲 - 前嶋康明、シャ乱Q / 歌 - シャ乱Q

エンディングテーマ
1. 「夢の中」
作詞・作曲 - つんく / 編曲 - 前嶋康明 / 歌 - モーニング娘。
2. 「ラストキッス」
作詞・作曲 - つんく / 編曲 - 小西貴雄 / 歌 - タンポポ

第2期
オープニングテーマ
「丸い太陽 -winter ver.-」
作詞・作曲 - つんく / 編曲 - 小西貴雄、下町兄弟 / 歌 - 太陽とシスコムーン
エンディングテーマ
「甘いあなたの味」
作詞・作曲 - つんく / 編曲 - 棚橋UNA信仁 / 歌 - メロン記念日

### 関連商品
魔術士オーフェン 無謀編 オリジナル・ラジオ・ドラマ
発売日：1999年2月17日 / 発売：zetima / 品番：EPCE-5013
魔術士オーフェン 無謀編 オリジナル・ラジオ・ドラマ2
発売日：2000年1月21日 / zetima / 品番：EPCE-5041

#### キャスト
- オーフェン：森久保祥太郎
- コギー：飯塚雅弓
- ボルカン：伊倉一恵
- ドーチン：椎名へきる
- ダイアン：石塚運昇
- 切り裂きポチョムキン：西村朋紘
- キャリアン（幽霊女）：吉田古奈美
- ルシオン（幽霊男）：立木文彦
- スカルコレクター：うすいたかやす
- 少年：神谷浩史
- 中年女：くじら
- ボニー：大原さやか
- キース：緑川光

## イベント
『魔術士オーフェン』 試写会
1998年9月26日、TBSホールにて2回開催。出演は森久保祥太郎（オーフェン役）、飯塚雅弓（クリーオウ役）、秋田禎信、わたなべひろし。
『魔術士オーフェン 無謀編 オリジナルラジオドラマ』（1999年2月17日発売）のボーナストラックにトークコーナーの模様が収録されている。
オフィシャルファンクラブ「オーフェン倶楽部」 ファンの集い
1999年3月21日、永田町・星陵会館にて開催。出演は森久保祥太郎、飯塚雅弓。
角川書店&富士見書房アニメフェスティバル byバンダイビジュアル
1. 東京会場 - 1999年3月28日、九段会館にて開催。出演は森久保祥太郎、わたなべひろし、由香（歌手）、神谷明（司会）。
2. 大阪会場 - 1999年4月3日、ギャラクシーホールにて開催。出演は飯塚雅弓、わたなべひろし、由香、神谷明（司会）。

『魔術士オーフェンRevenge』 試写会
1999年9月24日、TBS本社ビルセミナールームにて開催。
オフィシャルファンクラブ「オーフェン倶楽部」 第2回ファンの集い
2000年3月26日、永田町・星陵会館にて開催。出演は森久保祥太郎、飯塚雅弓。
PS2用ゲーム プロモーション
2000年4月2日、「東京ゲームショウ2000春」（幕張メッセ）の角川書店ブースにおいてトークショーを開催。出演は飯塚雅弓。
『魔術士オーフェンRevenge』 DVD等発売記念イベント
2000年5月3日、秋葉原・ヤマギワソフト館 8Fイベントフロアにてトークショーを開催。出演は飯塚雅弓。

## 関連商品

### 映像ソフト
| 巻数 | 発売日         | 収録話           | 規格品番  | 規格品番  | 規格品番 |
| 巻数 | 発売日         | 収録話           | DVD       | LD        | VHS      |
| ---- | -------------- | ---------------- | --------- | --------- | -------- |
| 1    | 1999年1月25日  | 第1、2話         | BCBA-0060 | BELL-1358 | BES-2269 |
| 2    | 1999年2月25日  | 第3 - 5話        | BCBA-0061 | BELL-1359 | BES-2270 |
| 3    | 1999年3月25日  | 第6 - 8話        | BCBA-0062 | BELL-1360 | BES-2271 |
| 4    | 1999年4月25日  | 第9 - 11話       | BCBA-0063 | BELL-1361 | BES-2272 |
| 5    | 1999年5月25日  | 第12 - 14話      | BCBA-0064 | BELL-1362 | BES-2273 |
| 6    | 1999年6月25日  | 第15 - 17話      | BCBA-0065 | BELL-1363 | BES-2274 |
| 7    | 1999年7月25日  | 第18 - 20話      | BCBA-0066 | BELL-1364 | BES-2275 |
| 8    | 1999年8月25日  | 第21 - 23話      | BCBA-0067 | BELL-1365 | BES-2276 |
| 9    | 1999年9月25日  | 第24話、特典映像 | BCBA-0068 | BELL-1366 | BES-2277 |
| BOX  | 2011年11月25日 | 全24話           | BCBA-4251 |           |          |

| 巻数     | 発売日         | 収録話      | 規格品番  | 規格品番  | 規格品番 |
| 巻数     | 発売日         | 収録話      | DVD       | LD        | VHS      |
| -------- | -------------- | ----------- | --------- | --------- | -------- |
| Volume 1 | 2000年4月25日  | 第1、2話    | BCBA-0438 | BELL-1526 | BES-2505 |
| Volume 2 | 2000年6月25日  | 第3 - 5話   | BCBA-0439 | BELL-1527 | BES-2506 |
| Volume 3 | 2000年7月25日  | 第6 - 8話   | BCBA-0440 | BELL-1528 | BES-2507 |
| Volume 4 | 2000年8月25日  | 第9 - 11話  | BCBA-0441 | BELL-1529 | BES-2508 |
| Volume 5 | 2000年9月25日  | 第12 - 14話 | BCBA-0442 | BELL-1530 | BES-2509 |
| Volume 6 | 2000年10月25日 | 第15 - 17話 | BCBA-0443 | BELL-1531 | BES-2510 |
| Volume 7 | 2000年11月25日 | 第18 - 20話 | BCBA-0444 | BELL-1532 | BES-2511 |
| Volume 8 | 2000年12月21日 | 第21 - 23話 | BCBA-0445 | BELL-1533 | BES-2512 |
| BOX      | 2011年12月22日 | 全23話      | BCBA-4252 |           |          |

| 巻             | 発売日        | 収録話                       | 規格品番  | 規格品番  |
| 巻             | 発売日        | 収録話                       | BD        | DVD       |
| -------------- | ------------- | ---------------------------- | --------- | --------- |
| 1              | 2020年4月2日  | 第1話 - 第7話                | HPXR-593  | HPBR-593  |
| 2              | 2020年5月8日  | 第8話 - 第13話、未放送第14話 | HPXR-594  | HPBR-594  |
| キムラック編   | 2021年5月21日 | キムラック編全11話           | HPXR-1201 | HPBR-1201 |
| アーバンラマ編 | 2023年4月5日  | アーバンラマ編全12話         | HPXR-2201 |           |
| 聖域編         | 2023年7月5日  | 聖域編全12話                 | HPXR-2431 |           |

### 作品ガイド
- 『魔術士オーフェン アニメコレクション』 富士見書房〈ドラゴンマガジンコレクション〉、1999年4月10日初版発行（3月25日発売）、ISBN 4-8291-7415-3
  - 設定資料集、キャラクター紹介、ストーリー紹介などを収録。
- 『魔術士オーフェン アニメコレクション 激闘編』 富士見書房〈ドラゴンマガジンコレクション〉、1999年9月10日初版発行（8月25日発売）、ISBN 4-8291-7421-8
  - ストーリー紹介、相沢昌弘（キャラクターデザイン）によるイラスト集、第1期 後期OP・ED紹介等を収録。
- 『魔術士オーフェン 〜オーフェンで遊ぼう〜』 富士見書房〈ドラゴンマガジンROM-BOOK〉、1999年3月25日発売、ISBN 4-8291-9545-2
  - ファンブックとWindows 95/98用デスクトップアクセサリー集を一体化。本とCD-ROMの連動企画あり。
- 『魔術士オーフェン アニメ完璧（パーフェクト）コレクション vol.1』 キングレコード、1999年4月23日発売
  - Windows（95/98）/ Macintosh 両対応。第1期第1話 - 13話のダイジェストムービー等を収録。
- 『魔術士オーフェン アニメ完璧コレクション vol.2』 キングレコード、1999年6月25日発売
  - Windows（95/98）/ Macintosh 両対応。第1期第14話 - 24話を対象にSDキャラによる作品解説等を収録。

### CD
- 『魔術士オーフェン オリジナル・サウンドトラック』 BMG JAPAN、1999年2月17日発売、品番：BVCR-15002
- 『魔術士オーフェンRevenge オリジナル・サウンドトラック Part 1』 zetima、1999年12月18日発売、品番：EPCE-5042
- 『魔術士オーフェンRevenge オリジナル・サウンドトラック Part 2』 zetima、2000年2月19日発売、品番：EPCE-5047
- 『「魔術士オーフェンはぐれ旅」オリジナルサウンドトラック』2020年4月8日発売
- 『どうしよう』 テイチクエンタテインメント、1999年2月3日発売、品番：TEDN-51007
  - 第1期 後期エンディングテーマ。歌：由香。
- 『Love, Yes I do!』 zetima、1999年11月10日発売、品番：EPDE-1062
  - 第2期 前期エンディングテーマ。歌：三佳千夏。
- 『魔術士オーフェン オリジナルドラマCD』 非売品、品番：OFCD-001
  - ビデオ化を記念し1999年1 - 3月に実施された「ドラゴンマガジン＆ドラゴンジュニア連合キャンペーン」の特典ドラマCD。
  - 脚本は早川秀典、出演は森久保祥太郎（オーフェン役）、飯塚雅弓（クリーオウ）、南央美（マジク）、伊倉一恵（ボルカン）、椎名へきる（ドーチン）、西村知道（神父様）。読者5名がレコーディング現場に招待された。